# Lista de rebatedores da Major League Baseball com dois grand slams em um jogo
No beisebol, um  grand slam é uma rebatida de home run com todas as três bases ocupadas por corredores ("bases lotadas"), assim marcando quatro corridas—o máximo em uma jogada. Treze jogadores já rebateram dois grand slams em apenas um jogo da Major League Baseball (MLB) até o momento, o mais recente por Josh Willingham dos Washington Nationals em 27 de Julho de 2009. Nenhum jogador jamais conseguiu rebater mais que dois em um jogo. Tony Lazzeri foi o primeiro jogador a rebater dois grand slams em um único jogo, fazendo pelos New York Yankees contra os Philadelphia Athletics em 24 de Maio de 1936.
Todo time que teve um jogador rebatendo dois grand slams acabou por vencer o jogo. Estes jogos resultaram em outros recordes de jogo único na MLB devido sua atuação extremamente agressiva. Lazzeri, por exemplo, conseguiu um terceiro home run no jogo e terminou com 11  corridas impulsionadas (RBIs), um recorde da American League. Fernando Tatís se tornou o único jogador a rebater dois grand slams na mesma entrada, rebatendo dois na terceira entrada pelo St. Louis Cardinals em 23 de Abril de 1999. Atingindo tal marca, Tatis também estabeleceu um novo recorde na MLB com oito corridas impulsionadas em apenas uma entrada.
Tony Cloninger é o único arremessador a alcançar a proeza. Bill Mueller rebateu seus dois grand slams, sendo um de cada lado do plate, enquanto Jim Northrup rebateu seus dois grand slams em arremessos consecutivos na quinta e sexta entradas. Nomar Garciaparra é o único jogador a alcançar a marca jogando em casa, no  Fenway Park pelo Boston Red Sox. Cloninger é o único jogador que nunca rebateu  um grand slam nem antes nem depois de atingir a marca, enquanto Robin Ventura, com 18 grand slams, rebateu mais do que qualquer outro jogador neste grupo. Frank Robinson é também membro da lista de Jogadores com mais de 500 Home Runs.
Dos nove jogador elegíveis para o Baseball Hall of Fame que rebateram dois grand slams em um jogo, dois foram eleitos e um foi eleito em primeira votação. Jogadores são elegíveis para o Hall of Fame se jogaram ao menos 10 temporadas pela MLB e ter ou se aposentado há cinco temporadas ou ter falecido ao menos há seis meses. Estas regras deixam dois jogadores inelegíveis por estarem vivos ou ter jogado nas últimas cinco temporadas e um—Jim Tabor—que não jogou 10 temporadas.

## Jogadores

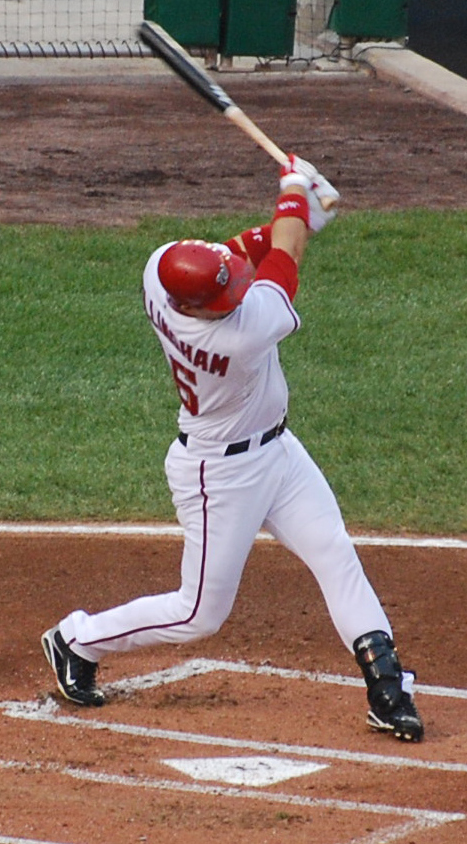
Josh Willingham é o mais recente jogador a conseguir rebater dois grand slams em um jogo, alcançando a façanha em 2009.

| Jogador        | Nome do Jogador                                                           |
| Data           | Data do Jogo                                                              |
| Time           | O time do jogador na época do jogo                                        |
| Time oponente  | O time contra o qual o jogador rebateu dois grand slams                   |
| Placar         | Placar final do jogo, com a pontuação do time do jogador listado primeiro |
| GS na Carreira | Número de grand slams que o jogador rebateu em sua carreira na MLB        |
| †              | Eleito para o Baseball Hall of Fame                                       |
| ‡              | Jogador ainda ativo                                                       |

| Jogador           | Data                  | Time                 | Time Oponente          | Placar | GS na Carreira | Ref(s)        |
| ----------------- | --------------------- | -------------------- | ---------------------- | ------ | -------------- | ------------- |
| Tony Lazzeri†     | 24 de Maio de 1936    | New York Yankees     | Philadelphia Athletics | 25–2   | 8              | [ 14 ] [ 15 ] |
| Jim Tabor         | 4 de Julho de 1939    | Boston Red Sox       | Philadelphia Athletics | 18–12  | 7              | [ 16 ]        |
| Rudy York         | 27 de Julho de 1946   | Boston Red Sox       | St. Louis Browns       | 13–6   | 12             | [ 17 ]        |
| Jim Gentile       | 9 de Maio de 1961     | Baltimore Orioles    | Minnesota Twins        | 13–5   | 6              | [ 18 ]        |
| Tony Cloninger    | 3 de Julho de 1966    | Atlanta Braves       | San Francisco Giants   | 17–3   | 2              | [ 19 ]        |
| Jim Northrup      | 24 de Junho de 1968   | Detroit Tigers       | Cleveland Indians      | 14–3   | 8              | [ 20 ]        |
| Frank Robinson†   | 26 de Junho de 1970   | Baltimore Orioles    | Washington Senators    | 12–2   | 8              | [ 21 ] [ 22 ] |
| Robin Ventura     | 4 de Setembro de 1995 | Chicago White Sox    | Texas Rangers          | 14–3   | 18             | [ 23 ]        |
| Chris Hoiles      | 14 de Agosto de 1998  | Baltimore Orioles    | Cleveland Indians      | 15–3   | 8              | [ 24 ]        |
| Fernando Tatís    | 23 de Abril de 1999   | St. Louis Cardinals  | Los Angeles Dodgers    | 12–5   | 8              | [ 25 ]        |
| Nomar Garciaparra | 10 de Maio de 1999    | Boston Red Sox       | Seattle Mariners       | 12–4   | 7              | [ 26 ]        |
| Bill Mueller      | 29 de Julho de 2003   | Boston Red Sox       | Texas Rangers          | 14–7   | 4              | [ 27 ]        |
| Josh Willingham   | 27 de Julho de 2009   | Washington Nationals | Milwaukee Brewers      | 14–6   | 6              | [ 28 ]        |